# Гайч, Адольфо
Адо́льфо Хулиа́н Гайч (исп. Adolfo Julián Gaich; род. 26 февраля 1999, Кордова) — аргентинский футболист, нападающий московского ЦСКА.

## Клубная карьера

### «Сан-Лоренсо»
27 августа 2018 года дебютировал в чемпионате Аргентины в матче против клуба «Унион Санта-Фе». 22 сентября 2018 года забил свой первый гол в чемпионате в матче против «Патронато» на стадионе «Нуэво Гасометро». 26 апреля 2019 года дебютировал в Кубке Либертадореса, выйдя на замену во втором тайме в матче против клуба «Атлетико Хуниор» (1:0).

### ЦСКА (Москва)
30 июля 2020 года перешёл в ЦСКА за 8,5 млн евро. Контракт с игроком подписан на пять лет с зарплатой 900 тысяч евро в год. В соглашении футболиста с армейцами прописана сумма отступных в размере 30 миллионов евро. Аргентинец выбрал 21 номер. 8 августа дебютировал за московский клуб. Аргентинский футболист вышел на поле в матче 1-го тура РПЛ против «Химок» (2:0), заменив Ивана Облякова. 22 октября забил свой первый гол за ЦСКА, поразив ворота «Вольфсберга» в матче 1-го тура Лиги Европы УЕФА. Однако больше голами до зимней паузы аргентинец отличиться не сумел.
31 августа в матче кубка России забил гол в ворота московского «Торпедо», а также сделал голевую передачу на Никиту Ермакова. 10 сентября в матче 9 тура РПЛ Гайч забил свой первый гол за ЦСКА в рамках чемпионата, поразив ворота «Краснодара» (4:1).
В июле 2023 года аргентинец сменил номер с 21 на 38. Прежний номер Гайча забрал новичок команды Аббосбек Файзуллаев.

#### Аренда в «Беневенто»
В январе 2021 года форвард перешел в аренду в итальянский «Беневенто». 28 февраля 2021 в матче Серии А против «Наполи» (2:0) аргентинец дебютировал за новую команду, выйдя на замену во втором тайме. 6 марта в матче Серии А против «Специи» (1:1) забил дебютный гол за «Беневенто». 21 марта отметился победным забитым мячом в ворота «Ювентуса» (1:0). Всего за итальянский клуб Адольфо провёл 15 матчей, в которых отметился двумя забитыми мячами. Летом 2022 года вернулся из аренды в ЦСКА.

#### Аренда в «Уэску»
30 августа 2021 года на правах аренды перешёл в испанскую «Уэску» до конца сезона 2021/22. 6 сентября в матче Сегунды против «Реал Овьедо» (1:2) дебютировал за новый клуб, выйдя в стартовом составе. 3 декабря 2021 года в матче Сегунды против «Реал Вальядолида» (3:2) он забил дебютный гол за «Уэску». Всего за испанскую команду Гайч провёл 28 матчей во всех турнирах, отметившись забитым мячом и 3 голевыми передачами. Летом вернулся в ЦСКА.

#### Аренда в «Эллас Верону»
В январе 2023 года был отдан в полугодичную аренду итальянскому клубу «Эллас Верона» до конца сезона 2022/23. Перед уходом в аренду игрок продлил контракт с ЦСКА на полгода. 6 февраля в матче Серии А против «Лацио» (1:1) он дебютировал за итальянский клуб, выйдя на замену во втором тайме. 8 апреля 2023 года в матче Серии А против «Сассуоло» (2:1) Гайч, выйдя на замену на 81-й минуте, забил дебютный гол за «Верону», принеся победу в матче. Всего за «Верону» аргентинец провёл 16 матчей в чемпионате Италии, в которых отметился двумя забитыми мячами и голевой передачей. По итогу сезона «Верона» не стала выкупать игрока. Летом Адольфо вернулся в ЦСКА.

#### Аренда в «Ризеспор»
В сентябре 2023 года снова отправился в аренду, на этот раз в турецкий клуб «Ризеспор». Перед уходом в аренду игрок продлил контракт с ЦСКА до лета 2026 года. 16 сентября в дебютном матче за «Ризеспор» он отметился забитым мячом, поразив ворота «Коньяспора» в конце игры.
7 декабря 2023 года в матче Кубка Турции против «Буджаспора» (4:0) Адольфо оформил хет-трик, который стал первым в его карьере. 25 декабря в матче Суперлиги против «Касымпаши» (2:2) оформил дубль, тем самым забив в 4 матче подряд за «Ризеспор» во всех турнирах (8 голов в 4 матчах). Летом 2024 года по завершении арендного соглашения вернулся в ЦСКА.

#### Аренда в «Антальяспор»
13 августа 2024 года перешёл в турецкий «Антальяспор» на правах аренды до конца сезона 2024/25. 18 августа в матче Суперлиги против «Бешикташа» (4:2) Адольфо дебютировал за турецкий клуб, выйдя на замену в конце игры. 4 октября 2024 года в матче Суперлиги против «Ризеспора» (2:1) он, выйдя на замену во втором тайме, забил дебютный гол за «Антальяспор». 
8 марта 2025 года выйдя на замену на 79-й минуте матча Суперлиги против «Ризеспора» (2:1), Гайч оформил дубль, забив победный гол на 98-й минуте. По итогам сезона Адольфо Гайч сыграл 38 матчей во всех турнирах за «Антальяспор» и забил 9 голов. В июне по завершении аренды вернулся в ЦСКА.

## Карьера в сборной
В 2018 году дебютировал в составе сборной Аргентины до 20 лет в рамках Международного футбольного турнира в Алькудии, на котором забил три мяча.
На Панамериканских играх 2019 года выступал за сборную Аргентины до 23 лет, там он сыграл в пяти играх и забил шесть мячей. Аргентинцы выиграли золотые медали, обыграв в финале сборную Гондураса.
11 сентября 2019 года Гайч дебютировал за главную сборную Аргентины, выйдя на замену Родриго Де Паулю в товарищеском матче против сборной Мексики.

## Статистика

### Клубная
По состоянию на 31 мая 2025 года
| Выступление      | Выступление      | Выступление      | Чемпионат | Чемпионат | Кубки | Кубки | Конт. | Конт. | Итого | Итого |
| Клуб             | Лига             | Сезон            | Игры      | Голы      | Игры  | Голы  | Игры  | Голы  | Игры  | Голы  |
| ---------------- | ---------------- | ---------------- | --------- | --------- | ----- | ----- | ----- | ----- | ----- | ----- |
| Сан-Лоренсо      | Суперлига        | 2018/19          | 11        | 2         | 2     | 1     | 2     | 0     | 15    | 3     |
| Сан-Лоренсо      | Суперлига        | 2019/20          | 12        | 5         | 1     | 0     | —     | —     | 13    | 5     |
| Сан-Лоренсо      | Итого            | Итого            | 23        | 7         | 3     | 1     | 2     | 0     | 28    | 8     |
| ЦСКА (Москва)    | Премьер-лига     | 2020/21          | 13        | 0         | —     | —     | 5     | 1     | 18    | 1     |
| ЦСКА (Москва)    | Премьер-лига     | 2021/22          | 1         | 0         | —     | —     | —     | —     | 1     | 0     |
| ЦСКА (Москва)    | Премьер-лига     | 2022/23          | 8         | 1         | 3     | 1     | —     | —     | 11    | 2     |
| ЦСКА (Москва)    | Премьер-лига     | 2023/24          | 4         | 0         | 3     | 0     | —     | —     | 7     | 0     |
| ЦСКА (Москва)    | Премьер-лига     | 2024/25          | 1         | 0         | 1     | 0     | —     | —     | 2     | 0     |
| ЦСКА (Москва)    | Итого            | Итого            | 27        | 1         | 7     | 1     | 5     | 1     | 39    | 3     |
| → Беневенто      | Серия А          | 2020/21          | 15        | 2         | —     | —     | —     | —     | 15    | 2     |
| → Беневенто      | Итого            | Итого            | 15        | 2         | —     | —     | —     | —     | 15    | 2     |
| → Уэска          | Сегунда          | 2021/22          | 27        | 1         | 1     | 0     | —     | —     | 28    | 1     |
| → Уэска          | Итого            | Итого            | 27        | 1         | 1     | 0     | —     | —     | 28    | 1     |
| → Эллас Верона   | Серия А          | 2022/23          | 16        | 2         | —     | —     | —     | —     | 16    | 2     |
| → Эллас Верона   | Итого            | Итого            | 16        | 2         | —     | —     | —     | —     | 16    | 2     |
| → Ризеспор       | Суперлига        | 2023/24          | 33        | 8         | 2     | 3     | —     | —     | 35    | 11    |
| → Ризеспор       | Итого            | Итого            | 33        | 8         | 2     | 3     | —     | —     | 35    | 11    |
| → Антальяспор    | Суперлига        | 2024/25          | 33        | 8         | 5     | 1     | —     | —     | 38    | 9     |
| → Антальяспор    | Итого            | Итого            | 33        | 8         | 5     | 1     | —     | —     | 38    | 9     |
| Всего за карьеру | Всего за карьеру | Всего за карьеру | 174       | 29        | 18    | 6     | 7     | 1     | 199   | 36    |

1. ↑  Кубок Аргентины, Кубок Суперлиги Аргентины, Кубок России, Суперкубок России, Кубок Испании, Кубок Турции.
2. ↑  Южноамериканский кубок, Кубок Либертадорес, Лига Европы УЕФА.

### В сборной
| Матчи Гайча за сборную Аргентины | Матчи Гайча за сборную Аргентины | Матчи Гайча за сборную Аргентины | Матчи Гайча за сборную Аргентины | Матчи Гайча за сборную Аргентины | Матчи Гайча за сборную Аргентины | Матчи Гайча за сборную Аргентины |
| -------------------------------- | -------------------------------- | -------------------------------- | -------------------------------- | -------------------------------- | -------------------------------- | -------------------------------- |
| №                                | Дата                             | Оппонент                         | Счёт                             | Голы                             | Соревнование                     |                                  |
| 1                                | 10 сентября 2019                 | Мексика                          | 4:0                              | —                                | Товарищеский матч                |                                  |

Итого: 1 матч / 0 голов; 1 победа, 0 ничьих, 0 поражений.

## Достижения
Аргентина (до 20 лет)
- Международный футбольный турнир в Алькудии: 2018

Аргентина (до 23 лет)
- Панамериканские игры: 2019

ЦСКА (Москва)
- Обладатель Кубка России (2): 2022/23, 2024/25
- Серебряный призёр чемпионата России: 2022/23
- Бронзовый призёр чемпионата России: 2024/25
- Финалист Суперкубка России: 2023